# Tereza Andersson
Tereza Andersson, född 28 maj 1971, är en svensk regissör utbildad vid Dramatiska institutet 1998–2002. 
Andersson har varit konstnärlig ledare för Levande Scen i Göteborg och var sedan under 10 år anställd vid Östgötateatern som ”husregissör”.Verkar nu som frilansregissör. Hennes uppsättning av "Änglar i Amerika" blev av Dagens Nyheter 2012 utsedd till en av landets tre bästa teateruppsättningar. Hon är gift med kompositören och ljuddesignern Dan Andersson.

## Filmografi
- 2020–2022 – Lyckoviken (TV-serie)
- 2023 – Strandhotellet (TV-serie)

## Teaterföreställningar regisserade (i urval)
- Jag stannar till slutet av Stina Oscarson på Kulturhuset Stadsteatern Vällingby/Husby 2020
- Heisenberg av Simon Stephens på Scalateatern 2018
- Komma hem av Lucia Cajchanova på Ungscen Öst 2016
- A Clockwork Orange av Anthony Burgess på Backa Teater 2015-2016
- Frankenstein av Kasper Hoff/Kenneth Thordal på Östgötateatern 2015
- The Nether av Jennifer Haley på Östgötateatern 2014
- Bluebird av Simon Stephens på Östgötateatern 2013
- Änglar i Amerika av Tony Kushner på Östgötateatern 2012
- Syrror av Camilla Blomqvist på Örebro Länsteater 2012
- Farliga förbindelser av Christopher Hampton på Östgötateatern 2011
- Familjen av Tracy Letts på Östgötateatern 2010
- Om flickor kunde döda Av Åsa Lindholm på Ung Scen Öst 2009
- Allt om min mamma  Av Samuel Adamson (Baserad på Pedro Almodovars film) på Östgötateatern 2009
- Cabarét  Av John Kander och Fred Ebb på Östgötateatern 2008
- Letters From a Window in the Sky av Mary Jane Hansen på New York State Theatre Institute 2008
- Romeo&Julia  av William Shakespeare på Östgötateatern 2008
- Ester Nilsson levde här en gång  av Åsa Lindholm på Regionteater Väst 2007
- Dissocialia  av Anthony Nielson på Östgötateatern 2007
- Motortown  av Simon Stephens på Östgötateatern 2007
- Bländad  av Mats Kjelbye på Östgötateatern 2006
- Lyckoland  av Åsa Lindholm på Riksteatern 2006
- Blästrad  av Mats Kjelbye på Östgötateatern/Teater Västmanland 2005
- Det blödande pepparkakshjärtat  av Staffan Westerberg på  Riksteatern 2005
- The Secret garden av Marscha Norman/Lucy Simon på New York State Theatre Institute 2004
- Danny Crowe Show av David Farr på Teater Västmanland 2003
- Immo+Leo av Lucas Svensson på Teater Västmanland 2002
- Stillestånd av Irvine Welsh på Orionteatern   2002
- Huvudet i halsen hjärtat i taket av Lucas Svensson (Det kungliga teaterdagiset) Unga Klara 2001
- Disco Pigs av Enda Walsh på Östgötateatern 2001
- Amigos ögon av T.Andersson/J Mohlin på Levande Scen   1999
- Drive-in av Levande Scen på Levande Scen   1998
- Absolution Collage kring de sju dödssynderna på Levande Scen   1997
- Vägskäl fritt efter Sam Shepards Motel Chronicles på Levande Scen 1996